# José María Pinedo Goycochea
José María Pinedo Goycochea; (Iquique, 22 de agosto de 1893 - Santiago, 3 de septiembre de 1971). Abogado y político conservador chileno. Hijo de Serafín Pinedo Gandazegui y Juana Goycoechea Ibarrán. Contrajo nupcias en 1921 con Inés Navarrete Benítez, en segundo matrimonio se casó con Carmen Navarro Arrau.

## Actividades Profesionales
Educado en el Seminario de Valparaíso y en el Colegio de los Sagrados Corazones de Valparaíso. Ingresó a la Pontificia Universidad Católica de Valparaíso donde se graduó como abogado en abril de 1916 con su tesis titulada “Comentarios al artículo 193 del Código de Procedimiento Civil”.
Ejerció la profesión en el puerto, hasta 1934. Hizo clases de Derecho Constitucional, Comercial y Administrativo en el Colegio de los Sagrados Corazones, en la Universidad de Chile de Valparaíso y en la Universidad José Miguel Carrera.
En Santiago, hizo clases en la Escuela de Derecho de la Universidad de Chile (1934-1937) y docente de Historia del Derecho Constitucional, de Derecho Político y Oratoria en la Academia Aérea.

## Actividades Políticas
Miembro del Partido Conservador.
Electo Diputado por la 23ª agrupación departamental de Osorno y Río Negro (1941-1945), en reemplazo del excluido Diputado, Jorge Labarca Moreno, quien había asumido el cargo, pero por decisión del Tribunal Calificador de Elecciones, fue reemplazado por  Pinedo, quien se incorporó un mes después de iniciado el período legislativo. Esta situación ocurrió ante reclamos ante el servicio electoral respecto de un empate técnico en las votaciones y un recuento de votos que benefició a Pinedo.
Participó de la comisión permanente de Constitución, Legislación y Justicia; en la de Educación y en la de Hacienda.
Miembro del Colegio de Abogados y del Rotary Club.